# Министерство юстиции Хорватии
Министерство юстиции Хорватии — министерство в правительстве Хорватии, которое отвечает за преследование в случаях правительственных преступлений и преступлений административных учреждений, входящих в сферу судебной системы (суды, тюрьмы и т. д.).

## Министры
| Имя                        | Срок                               |
| -------------------------- | ---------------------------------- |
| Бранко Бабац               | 28 июня 1990 — 17 июля 1991        |
| Босилько Мишетич           | 2 августа 1991 — 14 мая 1992       |
| Иван Милас                 | 6 июня 1992 — 12 августа 1992      |
| Ивица Црнич                | 12 августа 1992 — 18 мая 1995      |
| Мирослав Шепарович         | 18 мая 1995 — 20 апреля 1998       |
| Милан Рамляк               | 14 мая 1998 — 13 апреля 1999       |
| Звонимир Шепарович         | 15 апреля 1999 — 27 января 2000    |
| Степан Иванишевич          | 27 января 2000 — 27 сентября 2001  |
| Ингрид Античевич-Маринович | 28 сентября 2001 — 23 декабря 2003 |
| Весна Шкаре-Ожболт         | 23 декабря 2003 — 9 февраля 2006   |
| Ана Ловрин                 | 10 февраля 2006 — 10 октября 2008  |
| Иван Шимонович             | 10 октября 2008 — 7 июля 2010      |
| Дражен Бошнякович          | 7 июля 2010 — 23 декабря 2011      |
| Орсат Миленич              | 23 декабря 2011 — 22 января 2016   |
| Анте Шпрлье                | 22 января 2016 — 27 апреля 2017    |
| Кристиан Туркаль (и.о.)    | 28 апреля — 9 июня 2017            |
| Дражен Бошнякович          | 9 июня 2017 — 23 июля 2020         |
| Иван Маленица              | с 24 июля 2020                     |